# Kursfeststellung
Die Kursfeststellung (auch Börsenpreisfeststellung, Kursnotierung, Notierung, in der Schweiz: Lesung; englisch financial quotation oder englisch fixing) bezeichnet die Ermittlung aktueller Börsenkurse von Wertpapieren, Commodities oder Energieprodukten an einer Börse (Wertpapier-, Waren- oder Energiebörse) zu einem festgelegten Zeitpunkt, meist einmal täglich (Einheitskurs), dem so genannten Fixingtermin.

## Allgemeines
Bei Wertpapieren, für die eine fortlaufende Notierung vorgesehen ist, ist der sogenannte Eröffnungskurs der erste festgestellte Börsenkurs nach Beginn des Börsenhandels, der letzte festgestellte Kurs eines Börsentages wird Schlusskurs genannt (vgl. Kursarten). Der Schlusskurs heißt auch „last tick“.
Diese Preise werden häufig in Verbindung mit Anleihen zur Kopplung verwendet, auf diese Weise kann der Kurswert einer Anleihe an die weitere Marktentwicklung eines Kurses, ausgehend vom Fixingtermin, gekoppelt werden (vgl. Floater od. Zinscap und Zinsfloor). Im Goldhandel wird die tägliche Kursfeststellung beim Goldfixing dazu verwendet, möglichst viele Transaktionen mit einem einheitlichen Marktpreis durchführen zu können.
Bis zur Einführung der Europäischen Währungsunion im Dezember 1998 wurde täglich um 13:00 Uhr an Börsentagen das sogenannte „(amtliche) Devisen-Fixing“ durchgeführt. Durch einen amtlichen Kursmakler wurde so der offizielle Devisenkurs ermittelt, der dann im Geschäftsverkehr verwendet wurde. Bei Fremdwährungsanleihen ist die Beachtung der Fixingtermine auch weiterhin relevant, sie unterscheiden sich an unterschiedlichen Handelsplätzen. Die am Devisenfixing beteiligten Fremdwährungen außerhalb des Euro werden seit Januar 1999 täglich durch Konzertaktion der Zentralbanken des Eurosystems um 14:15 Uhr MEZ ermittelt.

## Rechtsfragen
Das Börsengesetz (BörsG) spricht von Börsenpreisen, die während der Börsenzeit an einer Börse oder im Freiverkehr festgestellt werden (§ 24 Abs. 1 BörsG). Es verlangt, dass Börsenpreise ordnungsmäßig zustande kommen und der wirklichen Marktlage des Börsenhandels entsprechen müssen (§ 24 Abs. 2 BörsG). Nach § 24 Abs. 3 BörsG sind Börsenpreise und die ihnen zugrunde liegenden Börsenumsätze den Handelsteilnehmern unverzüglich und zu angemessenen kaufmännischen Bedingungen in leicht zugänglicher Weise bekannt zu machen. Die Börse hat nach § 24 Abs. 2a BörsG geeignete Vorkehrungen zu treffen, um auch bei erheblichen Preisschwankungen eine ordnungsgemäße Ermittlung des Börsenpreises sicherzustellen. Im BörsG ist jedoch keine einheitliche Methode der Kursfeststellung vorgeschrieben, weil es diese operative Aufgabe den regionalen Börsenordnungen überlässt, die nach § 16 BörsG zu erlassen sind. Der Betreiber der Handelssysteme darf konkret bei der Zusammenführung der Wertpapierorders (englisch matching) über keinen Spielraum verfügen.
Nach § 87 Börsenordnung (BörsO FWB) werden die Börsenpreise durch das elektronische Handelssystem ermittelt. Als börsennotiert gelten gemäß § 7 Abs. 3 RechKredV Wertpapiere, die an einer deutschen Börse zum Handel im regulierten Markt zugelassen sind, außerdem Wertpapiere, die an ausländischen Börsen zugelassen sind oder gehandelt werden. Die Emittenten dieser Wertpapiere heißen börsennotiertes Unternehmen, wenn sie den Prozess der Börsennotierung erfolgreich durchlaufen haben.

## Arten
Es gibt in Deutschland verschiedene Arten der Kursfeststellung, nämlich die am Einheitsmarkt (Präsenzbörse) und am variablen Markt, beide zusammen bilden den Kassamarkt. Auf dem Einheitsmarkt finden pro Wertpapier geringe Umsätze statt, für die ein Einheitskurs festgestellt wird. Am variablen Markt mit höheren Umsätzen pro Handelsobjekt kommt es zu fortlaufenden Kursnotierungen. Wenn auf dem Einheitsmarkt die Aufnahme der Aufträge beendet ist, wird derjenige Börsenkurs als Einheitskursnotiz festgestellt, zu dem die meisten Umsätze zustande kommen können und die niedrigsten Überhänge übrig bleiben. Am variablen Markt hingegen gibt es je nach Umsatzlage mehrere Börsenkurse innerhalb eines Börsentages für ein bestimmtes Handelsobjekt. Sie enden mit einem Schlusskurs, der zum Ende der offiziellen Börsenzeit für Wertpapiere mit fortlaufender Notierung festgestellt wird.
An den Präsenzbörsen hat sich das Meistausführungsprinzip durchgesetzt. Nach § 78 BörsO FWB ist dabei derjenige Kurs festzustellen, zu dem der größte Börsenumsatz bei minimalem Überhang (Angebots- oder Nachfrageüberhang) der dem Skontroführer vorliegenden Wertpapierorders innerhalb der zuletzt veröffentlichten Kurstaxe stattfindet. Börsenpreise im Präsenzhandel werden durch die Skontroführer in Prozent des Nennbetrags (Nennbetragsaktien oder Anleihen) oder in Euro je Stück (Stückaktien) festgestellt. Bei der Feststellung eines Börsenpreises sind diejenigen Wertpapierorders zu berücksichtigen, die dem Skontroführer bis zum Beginn der Kursfeststellung vorliegen. Der Skontroführer hat alle zum Zeitpunkt der Feststellung des Kurses vorliegenden Orders gleich zu behandeln, die Feststellung eines Börsenpreises erfolgt auf Grundlage der Marktentwicklung beim betreffenden Wertpapier. In § 90 Abs. 1 BörsO FWB ist für die Börsenauktion die gleiche Regelung zu finden, wonach auf Grundlage der bis zu einem bestimmten Zeitpunkt vorliegenden Wertpapierorders derjenige Preis ermittelt wird, zu dem das größte Ordervolumen bei minimalem Überhang ausgeführt werden kann (Meistausführungsprinzip). Der sich aus dem Meistausführungsprinzip ergebende Kurs wird als Börsenkurs durch die Skontroführer festgestellt und veröffentlicht.
Die Quotes der Market-Maker und Designated Sponsoren werden zu Börsenkursen, sobald ein Geschäft zustande kommt.
§ 24 Abs. 1 Satz 1 BörsG stellt klar, dass die Bekanntgabe eines Taxakurses ein Vorgang ist, der „vor Feststellung eines Börsenpreises“ stattfindet und damit nicht Bestandteil einer Kursfeststellung ist. Ein so genannter Geld- oder Taxkurs, zu dem kein Börsenumsatz stattfindet, sondern nur eine Nachfrage besteht, genügt für die Annahme eines Börsenkurses auch im Sinne des Marktmanipulationstatbestandes nicht, da es sich nicht um Börsenkurse im Sinne des § 24 Abs. 1 BörsG handelt.

## Amtlicher Kurs
Einen amtlichen Kurs gibt es seit dem Vierten Finanzmarktförderungsgesetz vom Juli 2002 nicht mehr. Amtlich bedeutete, dass Börsen in Deutschland öffentlich-rechtliche Institutionen sind (Anstalt des öffentlichen Rechts) und die ehemaligen Börsenmakler in einem öffentlich-rechtlichen Verhältnis zur Börse standen. Der Einheitskurs wird nunmehr von Skontroführern ermittelt. Sie sind keine Handelsmakler nach § 93 HGB mehr und vermitteln zwischen Kauf- und Verkaufsorders. Die Skontroführer stellen die für die von ihnen betreuten Wertpapiere auf der Grundlage der über die Banken an die Börse gelangenden Wertpapierorders die Kursnotiz als Einheitskurs fest. Bereits im Dezember 1998 wurde die amtliche Kursnotiz für Devisen eingestellt, so dass es heute keine amtlichen Kurse mehr gibt.
Der Handel ist ein Börsensegment an deutschen Börsen, das seit November 2007 aus den Segmenten General Standard und Prime Standard besteht. Zwecks Kursermittlung führt der Skontroführer ein Orderbuch (Skontro), in welchem alle Kauf- und Verkaufsorders unabhängig davon, ob diese Orders ein Limit aufweisen oder nicht, erfasst werden. Die Skontroführer bedürfen einer Zulassung nach § 27 Abs. 1 BörsG. Nach § 39 BörsO FWB veröffentlicht die Börsengeschäftsführung der Börse die festgestellten Preise. Haben Käufer und Verkäufer unlimitierte Aufträge oder genau diesen Einheitskurs (oder einen höheren bei Kauforders/einen niedrigeren bei Verkaufsorders) in ihren Orders angegeben, besitzen sie einen Rechtsanspruch auf Ausführung zu diesem Kurs. Bei der variablen Notierung hingegen erfolgt die Kursfeststellung während der Börsenzeit mehrfach, sobald bestimmte Mindest-Orders einen Umsatz ermöglichen. Auf einen bestimmten variablen Kurs haben die Auftraggeber keinen Rechtsanspruch.

## Veröffentlichung
Kursnotierungen gibt es börsentäglich. Sie unterbleiben nur in  zwei Ausnahmesituationen:
- Es liegt kein Handelstag vor oder
- an einem Handelstag kommt es zur Aussetzung des Handels.

Die börsentäglich festgestellten Kursnotierungen werden nebst Kurszusätzen in den Medien, insbesondere den regionalen und überregionalen Börsenpflichtblättern veröffentlicht. Börsenpflichtblätter haben die Aufgabe, die Öffentlichkeit auf möglichst breiter Basis zu erreichen. Deshalb muss jede Wertpapierbörse mindestens drei inländische Zeitungen mit überregionaler Verbreitung als Bekanntmachungsblätter ernennen.

## Abgrenzung
Der fortlaufenden Kursfeststellung von Effekten geht deren börsenrechtliches Zulassungsverfahren (Börsennotierung) voraus, das unter den Bestimmungen der §§ 32 ff. BörsG und der Börsenzulassungsverordnung stattfindet. Dieser Zulassung folgt der Börsengang, der börsenrechtlich als Einführung bezeichnet wird und gemäß § 38 Abs. 1 BörsG durch Aufnahme der Kursfeststellung zugelassener Wertpapiere im regulierten Markt stattfindet.

## International
In der Schweiz wird die Kursfeststellung Lesung genannt. Die zweite Lesung der Kurse (französisch reprise) ist die Wiederaufnahme des Handels in Aktien nach 15-minütiger Pause, die ein größeres Handelsvolumen aufweist, da man nun eine sicherere Kursbasis besitzt. Auch diese Erholung der Kurse nach einem Kursrückgang wird „Reprise“ genannt. 
In Frankreich wird die Kursfeststellung französisch cotation genannt.
In angelsächsischen Ländern wird das Wort „fixing“ nicht für die Kursfeststellung benutzt. Der Börsenfachausdruck für die Kursfeststellung ist vielmehr englisch quote, financial quote. Beim „fixed price“ handelt es sich um eine Preisabsprache.  